# Catalogue DDO
Pour les articles homonymes, voir DDO.
Le catalogue DDO (David Dunlap Observatory Catalogue, ou A Catalogue of Dwarf Galaxies), est un catalogue de galaxies naines publié en 1959 (puis étendu en 1966) par Sidney van den Bergh.